# Эрл, Стив
Стив Эрл (англ. Steve Earle; род. 17 января 1955, Форт-Монро, Виргиния, США) — американский певец, автор песен, гитарист, продюсер, работающий в направлениях кантри-рок, альт-кантри и американа. Также писатель, актёр и радиоведущий. Трижды лауреат премии «Грэмми» за «Лучший альбом современного фолка».
Занимает 84-ю позицию в списке «100 величайших кантри-артистов всех времен» журнала Rolling Stone, в котором назван «одним из лучших авторов песен своего поколения». Его композиции записывали Джонни Кэш, Вилли Нельсон, Уэйлон Дженнингс, Эммилу Харрис, The Pretenders, Джоан Баэз, Винс Гилл, Карл Перкинс и многие другие.

## Биография

### Ранние годы
Стив Эрл родился на военной базе Форт-Монро, штат Виргиния, а вырос в техасском городе Сан-Антонио. Будучи подростком начал играть на гитаре и увлёкся кантри. В школьные годы имел проблемы с дисциплиной, носил длинные волосы и выступал против войны во Вьетнаме, из-за чего не ладил с другими поклонниками кантри. Закончив восемь классов, бросил учёбу и в 16 лет отправился путешествовать по стране со своим дядей.
Обосновавшись в Хьюстоне, в 19 лет женился, а также познакомился с Таунсом Ван Зандтом, оказавшим на него в итоге значительное личностное и творческое влияние. В 1974 году перебрался в Нэшвилл и стал членом местного сообщества кантри-авторов, в которое входили его техасские земляки — Родни Кроуэлл и Гай Кларк. В группе последнего играл на бас-гитаре и участвовал в записи его альбома Old No. 1. Эрл также брался за дневные подработки, но из-за тяжелого характера музыканта, большинство из них заканчивались скандалами и потасовками.
В последующие годы он преимущественно работал автором песен. Его композиции среди прочих записывали Джонни Ли, Карл Перкинс, Патти Лавлесc и Зелла Лер. Вернувшись на некоторое время в Техас, собрал собственную группу The Dukes и в 1981 году выпустил с ней EP Pink & Black. Вскоре музыкант начал сотрудничество с лейблом Epic, который издал несколько синглов Эрла, но отказался выпускать его полноценный альбом из-за недостаточно коммерческого звучания. В 1987 году эти песни все же увидели свет на сборнике под названием Early Tracks.

### Успех и зависимость
Прорыв в карьере Эрла произошел с переходом в 1984 году на лейбл MCA и началом работы с известным кантри-продюсером Тони Брауном. Результатом их сотрудничества стал кантри-рок альбом Guitar Town (1986). Диск получил признание критиков и радиостанций, поднявшись на вершину чарта Top Country Albums журнала Billboard. Заглавный трек и песня «Goodbye’s All We’ve Got Left» вошли в десятку Hot Country Songs. Сам исполнитель занял нишу в движении неотрадиционалистов, наряду с такими артистами как Дуайт Йокам и Рэнди Трэвис.
Альбомы Exit O (1987) и Copperhead Road (1988) также получили одобрение критиков, но второй из-за своего жёсткого стиля не был востребован на кантри-радио. Кроме того, Uni (подразделение лейбла MCA, выпускавшее диски Эрла) вскоре обанкротилось, что ударило по раскрутке и продажам релиза. Однако благодаря участию в записи британской группы The Pogues, у Эрла появилось много поклонников в Европе, где он стал часто гастролировать.
В дополнение к грубоватому рок-звучанию, Стив в своих песнях часто затрагивал нетипичные для музыкальной индустрии Нэшвилла остросоциальные темы — увольнения авиадиспетчеров, детская беспризорность, трудности американских фермеров. В связи с этим музыкант уже на раннем этапе карьеры приобрёл репутацию человека, искренне озабоченного судьбами и проблемами других людей, который однако не может разобраться с собственной жизнью.
В тот период у Эрла были личные сложности: он развёлся уже с третьей женой, получил иск об уплате алиментов и установлении отцовства. Вскоре женился снова, опять развёлся и женился в пятый раз. Он всё сильнее погружался в алкогольную и наркотическую зависимость. Подравшись с охранником на собственном концерте в Далласе, получил штраф в $500 и год испытательного срока. Такой образ жизни нашёл отражение на его следующей работе The Hard Way (1990), имевшей более мрачное звучание и соответствующие тексты песен. Альбом не получил поддержки в кантри-индустрии и коммерчески провалился.
Лейбл MCA отказался издавать следующий студийный проект Стива и вместо него выпустил концертный диск Shut Up and Die Like an Aviator (1991). Вскоре музыкант лишился контракта и распустил свой коллектив The Dukes. На фоне этих неудач он стал сильнее злоупотреблять наркотиками. В 1994 году после арестов за хранение кокаина и героина был осужден и провёл год в тюрьме и реабилитационном центре. По словам певца, пока он находился в заключении, ему присылали письма только трое — Джонни Кэш, Уэйлон Дженнингс и Эммилу Харрис (все они ранее разглядели талант Эрла и записывали его песни).

### Продолжение карьеры
После освобождения музыкант выпустил акустический фолк-альбом Train a Comin' (1995) на независимом лейбле Winter Harvest. Для этой работы он записал свои песни, сочинённые в 1970-е годы, а также композиции Таунса Ван Зандта, The Beatles и The Melodians. В качестве приглашенных вокалисток над проектом работали Нэнси Гриффит и Эммилу Харрис. Диск получил хвалебные отзывы критиков, высокие продажи и обеспечил Эрлу контракт с лейблом Warner Bros.
В 1996 году Стив заявил, что наладил свою жизнь и не намерен возвращаться к наркотикам. Он основал лейбл E-Squared, на котором продюсирует начинающих исполнителей. Будучи противником смертной казни, музыкант участвовал в создании саундтрека к фильму «Мертвец идет» (1995). В 1996 году Эрл выпустил успешный рок-альбом I Feel Alright. Диск El Carazon (1997) также был коммерчески и творчески удачным и содержал эклектичный материал с влиянием блюграсса, кантри, блюза, фолка и рока. С группой Del McCoury Band Эрл записал блюграсс-проект The Mountain (1999), для которого сочинил все песни.
В этот период его работы начинают приобретать общественно-политический характер. В альбоме Transcendental Blues (2000) он рассуждает о смертной казни в США; на диске Jerusalem (2002) — о терактах 11 сентября 2001 года, последовавшей войне в Афганистане и борьбе с терроризмом; в проекте The Revolution Start Now (2004) — о вторжении в Ирак и президентских выборах в США 2004 года. В 2005 году Эрл женился в седьмой раз — на певицей Элисон Морер — и вскоре переехал с ней в Нью-Йорк. Его работа Washington Square Serenade (2007) посвящена именно этому городу, а также воспоминаниям о Нэшвилле.
Параллельно Стив стал проявлять себя в других сферах. С 2002 года он играл роль бывшего наркомана Уэйлона в популярном сериале «Прослушка» и тогда же выпустил свой сборник рассказов Doghouse Roses: Stories. Эрл написал и поставил пьесу Karla (2005), посвященную Карле Такер — первой женщине со времен Гражданской войны в США, которая была осуждена к смертной казни на территории штата Техас. Переехав в Нью-Йорк, Стив запустил на радиостанции Air America собственную передачу The Steve Earle Show, сочетая в эфире кантри-музыку с разговорами о политике. C 2007 года он ведёт аналогичную программу под названием Hardcore Troubadour на Sirius Satellite Radio.

### Позднее творчество
Стив сочинил композиции «God Is God» и «I Am a Wanderer» для диска Джоан Баэз The Day After Tomorrow (2008), который также сам продюсировал. В 2009 году он выпустил альбом кавер-версий песен своего друга и наставника Таунса Ван Зандта под названием Townes. За этот релиз Эрл получил премию «Грэмми» в категории «Лучший альбом современного фолка». В 2010—2011 годах он исполнял роль музыканта Харли в сериале «Тримей», написав для его саундтрека песню «This City».
Альбом I’ll Never Get Out of This World Alive (2011) стал первой за четыре года сольной работой Эрла, содержавшей его собственный материал и был посвящён теме смертности человека. В том же году он выпусти одноимённый роман. Далее последовали диск The Low Highway (2013) и блюзовый проект Terraplane (2015), записанные с его реформированной группой The Dukes. В 2016 году Стив выпустил совместный фолк-альбом с певицей Шон Колвин Colvin & Earle.
Пластинка So You Wannabe an Outlaw (2017) ознаменовала возвращение музыканта к более жёсткому звучанию, свойственному его ранним релизам. В её записи участвовали Вилли Нельсон, Миранда Ламберт и Джонни Буш. В альбоме Guy (2019) Эрл исполнил 16 песен из репертуара своего наставника Гая Кларка (среди приглашённых вокалистов на диске — Эммилу Харрис, Джерри Джефф Уокер, Родни Кроуэлл и Терри Аллен).
В 2020 году Эрл исполнял на сцене The Public Theater в Нью-Йорке несколько песен в постановке пьесы Джессики Бланк и Эрика Дженсена «Coal Country» (о катастрофе на шахте Upper Big Branch), которые сам же и сочинил по просьбе авторов. Постановка, однако, была вскоре свёрнута из-за пандемии COVID-19, но Эрл записал эти композиции со своей группой The Dukes, издав отдельным альбомом Ghosts of West Virginia (2020). На следующем диске под названием J.T. (2021) артист исполнил песни своего сына — певца Джастина Таунса Эрла — который в предшествующем году скончался от случайной передозировки наркотиков.

## Личная жизнь
Стив Эрл был женат семь раз (всего жён было шесть, но его четвёртая жена стала также шестой) и с 2014 года холост. Его последняя жена — кантри-певица Элисон Морер, с которой Эрл прожил дольше всего (восемь лет) и часто гастролировал вместе.
У певца трое сыновей. Его первый сын — Джастин Таунс Эрл, кантри-исполнитель, свое среднее имя получил в честь Таунса Ван Зандта. В 2020 году Джастин Эрл скончался от случайной передозировки кокаина, который оказался разбавлен фентанилом. Второй сын — Ян. Третий сын — Джон, родился в 2007 году в браке с Элисон Морер и страдает аутизмом. У Эрла также есть падчерица — Эми Дотсон.
Эрл активно выражает свои политические взгляды в творчестве и своих интервью, идентифицирует себя как социалиста и на выборах 2016 года поддерживал Берни Сандерса. В интервью 2017 года Эрл отозвался о президенте Дональде Трампе так: «У нас никогда раньше не было такого орангутанга в Белом доме. Это страшно. Он действительно фашист. Намеревался он быть таковым или нет, но он настоящий живой фашист». При этом в его победе он усматривает неудачу американских левых, потерявших связь с рабочим классом.

## Дискография
| Сольные альбомы - Guitar Town (1986) - Exit 0 (1987) - Copperhead Road (1988) - The Hard Way (1990) - Train a Comin' (1995) - I Feel Alright (1996) - El Corazón (1997) - Transcendental Blues (2000) - Jerusalem (2002) - The Revolution Starts Now (2004) - Washington Square Serenade (2007) - Townes (2009) - I’ll Never Get Out of This World Alive (2011) - The Low Highway (2013) - Terraplane (2015) - So You Wannabe an Outlaw (2017) - Guy (2019) - Ghosts of West Virginia (2020) - J.T. (2021) | Совместные альбомы - The Mountain (1999, с Del McCoury Band) - Colvin & Earle (2016, с Шон Колвин) Концертные альбомы - Shut Up and Die Like an Aviator (1991) - BBC Radio 1 Live in Concert (1992) - Together at the Bluebird Café (2001, с Таунсом Ван Зандтом и Гаем Кларком) - Just an American Boy (2003) - Live from Austin, TX (2004) - Live at Montreux' 2005 (2006) |

## Фильмография
| Год       |    | Русское название                    | Оригинальное название             | Роль           |
| --------- | -- | ----------------------------------- | --------------------------------- | -------------- |
| 2002—2008 | с  | Прослушка                           | The Wire                          | Уэйлон         |
| 2007—2007 | с  | Закон и порядок: Специальный корпус | Law & Order: Special Victims Unit | Мистер Плоплис |
| 2009      | ф  | Травка                              | Leaves of Grass                   | Бадди Фуллер   |
| 2009—2012 | с  | Студия 30                           | 30 Rock                           | самого себя    |
| 2010—2011 | с  | Тримей                              | Treme                             | Харли Уотт     |
| 2015      | ф  | Мир, созданный без изъяна           | The World Made Straight           | Карлтон        |
| 2015      | ф  | Диксиленд                           | Dixieland                         | дядя Рэнди     |
| 2016      | ф  | Несчастье                           | Misfortune                        | Джим           |
| 2018—2018 | с  | Нэшвилл                             | Nashville                         | самого себя    |
| 2019—2019 | мс | Осьминоги                           | Squidbillies                      | самого себя    |

## Прочие работы
| Книги - Doghouse Roses: Stories (2002) - I’ll Never Get Out of this World Alive (2011) | Пьесы - Karla (2005) |